# خليفة بلهوشات
خليفة بلهوشات من مواليد 25 اوت 1963م في مدينة العلمة ولاية سطيف ، لاعب كرة قدم جزائري.

## مسيرته الكروية
بدأ ممارسة كرة القدم في سنة 1976 عندما كان في الثالثة عشرة، وكان ذلك في فريق مولودية العلمة حيث تدرج في جميع الفئات السنية وصولا الى فريق الشباب لتتم ترقيته إلى الفريق الأول الذي لعب معه لموسمين. انتقل بعدها لإكمال دراسته في معهد الرياضة في بن عكنون في الجزائر العاصمة. سنة 1987 انضم إلى عميد الأندية الجزائرية مولودية الجزائر (كانت تسمى آنذاك مولودية نفط العاصمة) وكان ذلك تحت إشراف شيخ المدربين عبد الحميد كرمالي، ولعب للفريق موسمين 1988/1989 و1989/1990.
في موسم 1989/1988 كان هداف الفريق وثاني هدافي البطولة الوطنية خلف لاعب شبيبة القبائل ناصر بويش، فذاع صيته ومكنه ذلك من طرق أبواب الاحتراف والمنتخب الوطني، فالتحق بفريق ايدن سبور التركي وكان أول جزائري يلعب في البطولة التركية وكان ذلك لموسم 1990/1991
ابتعد عن الميادين لفترة طويلة بعد تعرضه لإصابة خطيرة لتنتهي مغامرته الاحترافية ويعود الى الجزائر. لعب لصالح فريق وفاق سطيف موسم 1993/1994 عاد مجددا الى فريق مولودية العلمة ثم انتقل إلى فريق شبيبة بجاية حيث لعب موسمين 1996/1997- 1997/1998 حقق معه الصعود من الجهوي إلى القسم الوطني الثاني ثم من القسم الوطني الثاني إلى القسم الوطني الاول ليعود بعدها إلى مولودية العلمة حيث حقق معه الصعود في موسم 2000/2001 إلى القسم الوطني الثاني.

## مسيرته الدولية
لاعب دولي في صفوف  الفريق الوطني الجامعي و الفريق الوطني الجزائري B و الفريق الوطني اكابر حيث شاركت في البطولة العربية للامم بالاردن تحت اشراف المدربين عبد المالك العروي و نور الدين سعدي

## روابط خارجية
1. ↑  "BELHAOUCHET Khelifa". Mouloudia Club Algérois. مؤرشف من الأصل في 2023-04-05. اطلع عليه بتاريخ 2024-01-18.
2. ↑  "https://www.djazairess.com/annasr/178453". {{استشهاد ويب}}: الوسيط |مسار= غير موجود أو فارع (مساعدة) وروابط خارجية في |عنوان= (مساعدة)
3. ↑  "الدوري التركي ... بوابة اللاعبين الجزائريين للتألق - دزاير توب". dzair-tube.dz. 29 يوليو 2021. مؤرشف من الأصل في 2024-01-18. اطلع عليه بتاريخ 2024-01-18.
4. ↑  "KHELİFA BELAOUCHET - Futbolcu Bilgileri TFF". www.tff.org. مؤرشف من الأصل في 2024-01-18. اطلع عليه بتاريخ 2024-01-18.